# اس‌پی ستیا
اس‌پی ستیا (انگلیسی: SP Setia) شرکت دولتی املاک و مستغلات مالزیایی است، که در سال ۱۹۷۴ توسط پرمودالان ناسیونال تأسیس شد.